# كارثة سيفيزو

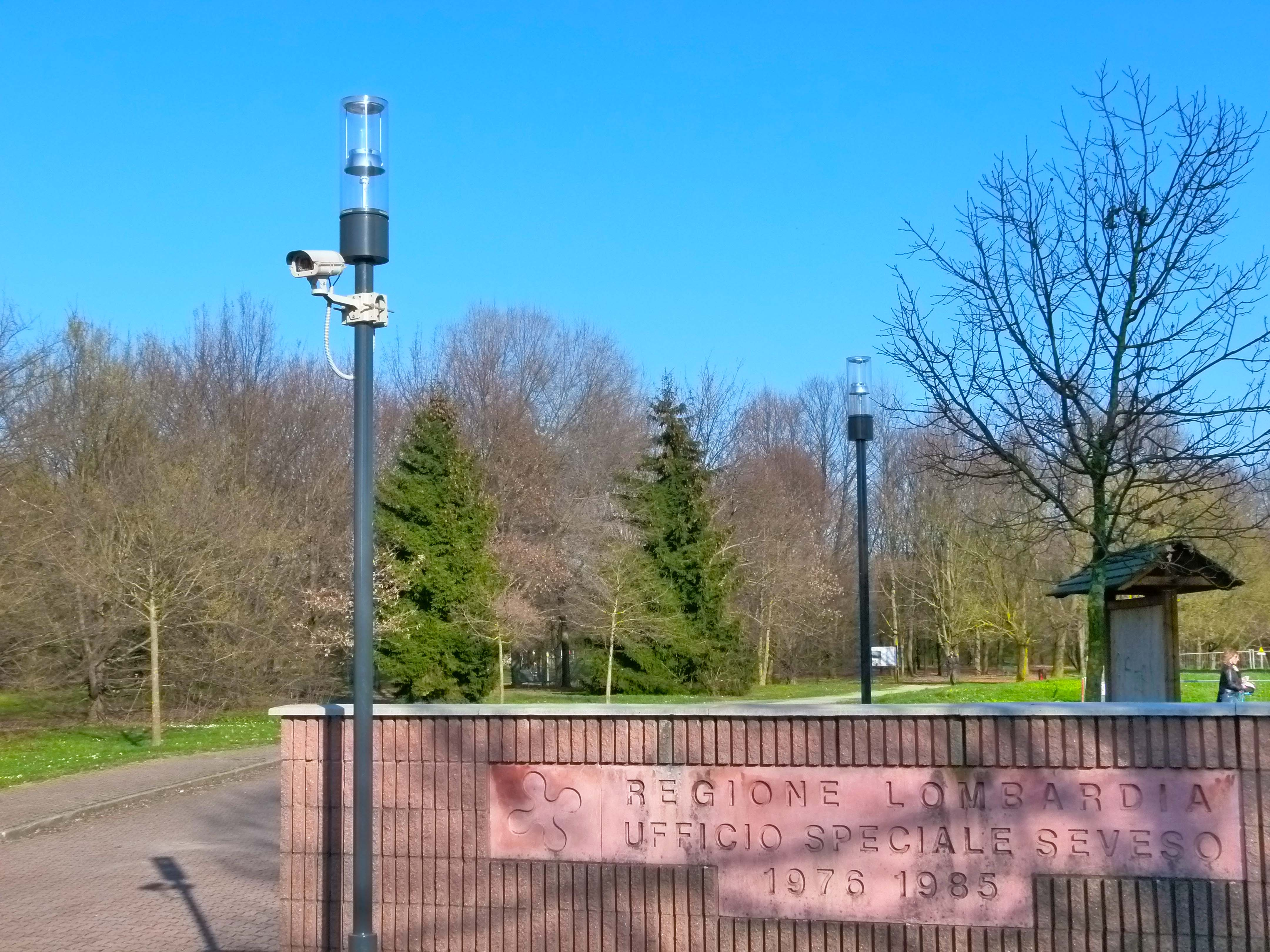

كانت كارثة سيفيزو حادثاً صناعياً وقع حوالي 12:37 ظهراً في 10 يوليو 1976، في مصنع صغير للكيماويات يقع 15 كم شمال ميلانو في إقليم لومبارديا في إيطاليا. أسفر ذلك عن أكبر تعرض معروف لـ 8,7,3,2- تتراكلوروديبنز-ب-ديوكسين (تي.سي.دي.دي) في المنطاق السكنية مما أدى إلى العديد من الدراسات العلمية وتوحيد أنظمة السلامة الصناعية. تعرف لوائح الاتحاد الأوروبي للسلامة الصناعية توجيهات سيفيزو 2.